# Agnetina quadrituberculata
Agnetina quadrituberculata är en bäcksländeart som först beskrevs av Wu, C.F. 1935.  Agnetina quadrituberculata ingår i släktet Agnetina och familjen jättebäcksländor. Inga underarter finns listade i Catalogue of Life.